# 파르마 대학교
파르마 대학교(이탈리아어: Università degli Studi di Parma, UNIPR)는 이탈리아 에밀리아로마냐주 파르마에 있는 공립 대학교이다.

## 같이 보기
- 국제 의학 입학 시험
- 지속적으로 운영되고 있는 가장 오래된 대학 목록